# Ömer Aşık
Ömer Faruk Aşık (Bursa, 4. srpnja 1986.) je turski profesionalni košarkaš. Igra na poziciji centra, a trenutačno je član NBA momčadi New Orleans Pelicans.

## Karijera
Košarkašku karijeru započeo je 2005. u Fenerbahçe Ülkeru. Ukupno je za Fenerbahçe odigrao 9 utakmica i skaupio 26 poena i 28 skokova. Veći dio te sezone proveo je na posudbi u turskom drugoligašu Kadikoyu Belediyesiu. Sezonu 2006./07. isto je tako proveo na posubili, ali ovaj put u Alpelli. U dresu Alpelle bio je vodeći u ligi po broju skokova (11,2 skoka), drugi po broju blokada (2.0 blok.) i prosječno je postizao 9,3 poena po susretu.  Najbolju utakmicu odigrao je protiv Mutlu Akü Selçuk Üniversitesija, kada je zabio 55 poena i sakupio 23 skoka. Sezonu 2007./08. započeo je isto u dresu Alpelle, prosječno postizajući 15 poena i 11,3 skoka u 10 odigranih utakmica. U prosincu se je vratio u Fenerbahçe Ülker, prosječno postizajući 7.8 poena i 6.8 skokova u 20 odigranih utakmica. Kombinirano je u dresu Alpelle i Fenerbahçea bio vodeći po broju blokada u ligi (1.9 blok.). U Euroligi je za Fenerbahçe prosječno postizao 7.8 poena, 5.5 skokova i 2.1 blokade za 18.1 minutu provedenu na parketu. 
Nakon završetka sezone (2009./10.) boravio je u trening kampu Chicago Bullsa gdje je zadovoljio trenere i dobio je ugovor. Pozornost skauta Bullsa privukao je dobrim igrama na Eurobasketu u Poljskoj. Pojedinosti ugovora nisu poznate, ali mediji su spominjali trogodišnji ugovor uz nepoznate financijske uvjete.

## Vanjske poveznice
- Profil na Fenerbache.org
- Draft profil na NBA.com
- Profil na Euroleague.net